# A-34 (Spanje)
De A-34 is een geplande snelweg (autovía) in Spanje. De weg moet nog gebouwd worden en is een opwaardering van de N-340.